# 郭昂
郭 昂（かく こう、生没年不詳）は、モンゴル帝国に仕えた漢人将軍の一人。字は彦高。彰徳府林州の出身。

## 概要
郭昂は武具の扱いに優れ、経史にも通じ、詩歌を巧みにするなど、文武両道な人物として知られていたという。至元2年（1265年）、クビライの側近であった廉希憲が郭昂を山東統軍司知事に抜擢し、そこから襄陽総軍司、沅州安撫司同知などを歴任した。播州の張華が人々を集めて叛乱を起こした時には郭昂がこれを討伐し、また山猺・木猫・土獠等の諸族を降らせる功績を挙げた。至元16年（1279年）、郭昂の尽力により諸族の酋長が入朝した功績により、綺衣・鞍轡を下賜され、安遠大将軍の地位を授けられた。劇賊の張虎を捕らえた時には、張虎が自発的に来降することを期待してあえて釈放し、果たして張虎は3千の配下とともに投降したことで、皆民籍に復帰することができたという。郭昂が赴任地から帰還する時、郭昂を慕う人々が白金を集めて献上しようとした。郭昂は受け取ろうとしなかったものの、人々は諦めず江陵に至った所で白金を置いて去った。そこで郭昂は白金を全て行省に収めたため、行省はこれを庫に収めて諸将に示したという。
至元26年（1289年）、江西地方で叛乱が起こったため、郭昂に討伐が命じられた。 郭昂は明揚・上龍・巌湖・緑村・石門・雁湖・赤水・黒風峒の諸蛮を平定し、太平寨を建設して帰還した。またこの頃飢饉が起こっており、討伐した賊の酋長から押収した資材を飢民に分け与えたという。この功績により万戸の地位を授かり、撫州に出鎖した。それから間もなく、広東に赴いて戦船を建造することを命じられたが、広東に赴く途上で盗賊に遭遇した。しかし盗賊は郭昂の威信に服して投降し、これによって郭昂は広東宣慰使の地位を授けられたという。
その後、61歳にして亡くなると息子の郭震が跡を継ぎ、杭州路鎮守万戸に任じられた。また他の息子に、僉江西廉訪司事となった郭恵、知寧都州となった郭豫らがいた。なお、郭恵の息子の郭嘉は元末に反乱軍との戦いで忠節を全うして戦死したことから、『元史』の忠義伝に立伝されている。